# Frocester
Frocester è un villaggio e parrocchia civile dell'Inghilterra, appartenente alla contea del Gloucestershire.